# 島田晴香
島田 晴香（しまだ はるか、1992年〈平成4年〉12月16日 - ）は、日本の実業家、旅館の若女将。元アイドルであり、女性アイドルグループ・AKB48の元メンバーである。チームKでは副キャプテンを務めた。静岡県熱海市出身。元フレイヴ エンターテインメント所属。

## 略歴
2009年
- 9月20日、AKB48 第六回研究生（9期生）オーディションに合格。
- 11月14日、AKB48劇場での公演デビュー[要出典]。

2010年
- 12月8日、5周年記念公演において、同期である大場美奈、島崎遥香、竹内美宥、永尾まりや、中村麻里子、森杏奈、山内鈴蘭とともに、正規メンバーへ昇格することが発表された。ただし、既存チームに空き枠がなかったため、しばらく正規メンバー56人に含まれながら所属はチーム研究生のままだった[3]。

2011年
- 6月6日、TOKYO DOME CITY HALLで開催された『「見逃した君たちへ」〜AKB48グループ全公演〜 ひまわり組 1st Stage「僕の太陽」』公演において、チーム研究生に留め置かれていた他の正規メンバーとともにチーム4を結成することが発表される[4]。
- 10月10日、チーム4 1st Stage「僕の太陽」初日公演において、同チームキャプテン・大場の謹慎期間中はキャプテン代行を務めることが発表される[5]。

2012年
- 1月4日、この日のチーム4公演で謹慎中だった大場美奈が復帰したことでキャプテン代行を終了[6]。
- 3月24日公開の映画『ウルトラマンサーガ』にヒナ役で出演。また、同作がスクリーンデビュー作となった。
- 3月25日、コンサート『業務連絡。頼むぞ、片山部長! inさいたまスーパーアリーナ』の3日目の公演においてoffice48への移籍打診があったことが発表される[7][8]。
- 5月23日発売のAKB48 26thシングル「真夏のSounds good !」で、初めてシングル表題曲の選抜メンバーに入った。
- 7月にAKSからoffice48へ正式移籍[注 1]。
- 8月24日、『AKB48 in TOKYO DOME 〜1830mの夢〜』初日公演において、チーム再編に伴うチームKへの異動とチーム4の消滅が発表される[9][10]。
- 11月1日、チームKに異動[11]。チームKウェイティング公演のスターティングメンバーとして新チームでの活動を開始する[12]。

2017年
- 4月18日、動画配信サービスのSHOWROOMにおいて、9月をめどにAKB48からの卒業と芸能界引退を発表した[13]。
- 11月13日、AKB48劇場で卒業公演を行い、AKB48としての活動を終了[14]。
- 12月31日、フレイヴ エンターテインメントを退社、芸能界から引退した[15]。

2020年
- 5月にアイドルタレントのセカンドキャリア支援を目的とする企業「Dct」を起業し、代表取締役社長に就任した[16]。

2021年
- 8月1日、同年7月3日に発生した熱海市伊豆山土石流災害の復興を支援するクラウドファンディング「熱海市・大雨土砂災害復興支援プロジェクト」を立ち上げ[17]、9月18日までに支援総数415人で目標額の333%となる支援総額333万1,000円を集めて終了した[18]。

2023年
- 11月22日、実業家男性との結婚を発表した[19]。

2024年
- 1月1日、第1子妊娠を発表[20]。
- 5月12日、第1子出産を報告[21][22]。

## 人物
- 日本大学三島高等学校卒業。
- 実家は熱海市内で旅館「立花」を経営している。AKB48卒業後は、自身も家業に携わっている[23]。
- 特技は中学校2年生から続けていた[24]テニス。静岡県大会団体3位となった実績もある[25]。『AKB48 ネ申テレビ』の企画で2012年11月から日本テニス協会の女子シングルスランキング入りを目指すこととなった[25]。小・中学校の9年間はバスケットボールの経験もあり、運動神経には自信がある[24]。
- 日本史の人物名など、暗記することが得意[24]。
- 長所は、いつでも元気、負けず嫌い、短所は、怒りっぽい、がんこ[26]。
- 「色々な考えがわかるから」という理由で読書が趣味[24]。その他、アロマオイルや線香集めも趣味[26]。
- 好きなタイプの男性は、スポーツを頑張っている人[26]。
- 好きな食べ物はもんじゃ、嫌いな食べ物はアスパラガス[26]。
- 将来の夢はマルチタレント、目標としていた芸能人はイモトアヤコ[26]。
- AKB48時代の公式ニックネームは「はるぅ」だが、仲間内では主に「島ちゃん」（指原莉乃・永尾まりや・前田敦子・山内鈴蘭）[27]や「ジャンボ」[28]、ファンからは主に「しまだ」、またかつて演じた役名から「ウルセーヨ」「ジャイしま」とも呼ばれた。このほか佐藤すみれからは「しまだんご」[29]、篠田麻里子からは「しまごん」[30]など、さまざまな愛称があった。
- 2014年3月19日放送分『ナカイの窓』（日本テレビ）に出演した際、「体重は40kg台」と公称していたが、実際に計測したら衣装込みで57.5kgであったことが判明した[31]。2015年8月13日放送の『僕らが考える夜』（フジテレビ）のテーマがダイエットであったことをきっかけに、「今54kg。誕生日の12月16日までに48kgになる」と宣言[32]。また、それに並行し女性ファッション誌『Ray』のダイエット企画も開始し[33]、およそ12kgの減量に成功した[34]。2017年にはドラマ『豆腐プロレス』でのプロレスラー役の役作りのために51kgに増量した[35]。
- タカラトミーのアーケードゲーム『プリティーリズム・ミニスカート』とのコラボレーションのため結成された「ミニスカート」のメンバー[注 2]である。

## AKB48での参加楽曲

### シングル選抜楽曲
- 「ポニーテールとシュシュ」に収録
  - 僕のYELL - 「シアターガールズ」名義
- 「チャンスの順番」に収録
  - フルーツ・スノウ - 「チーム研究生」名義
- 「桜の木になろう」に収録
  - 黄金センター - 「チーム研究生」名義
- 「Everyday、カチューシャ」に収録
  - ヤンキーソウル
  - アンチ - 「チーム研究生」名義
- 「フライングゲット」に収録
  - 青春と気づかないまま
- 「風は吹いている」に収録
  - Vamos - 「アンダーガールズ ばら組」名義
  - 蕾たち - 「チーム4+研究生」名義
- 「上からマリコ」に収録
  - 走れ!ペンギン - 「チーム4」名義
- 「GIVE ME FIVE!」に収録
  - 羊飼いの旅 - 「スペシャルガールズB」名義
- 真夏のSounds good !
- 「ギンガムチェック」に収録
  - あの日の風鈴 - 「ウェイティングガールズ」名義
- 「UZA」に収録
  - スクラップ&ビルド - 「Team K」名義
- 「永遠プレッシャー」に収録
  - 私たちのReason
- 「So long !」に収録
  - Waiting room - 「アンダーガールズ」名義
  - 夕陽マリー - 「大島TeamK」名義
- 「さよならクロール」に収録
  - How come ? - 「Team K」名義
- 「ハート・エレキ」に収録
  - 細雪リグレット - 「Team K」名義
- 「前しか向かねえ」に収録
  - KONJO - 「Talking Chimpanzees」名義
- 「ラブラドール・レトリバー」に収録
  - 愛しきライバル - 「Team K」名義
- 「希望的リフレイン」に収録
  - 初めてのドライブ - 「Team K」名義
- 「唇にBe My Baby」に収録 
  - お姉さんの独り言 - 「Team K」名義
- 「翼はいらない」に収録
  - 哀愁のトランペッター - 「Team K」名義
- 「ハイテンション」に収録
  - Better
- 「#好きなんだ」に収録
  - ギブアップはしない - 「ユンボ島田」として参加

### アルバム選抜楽曲
『ここにいたこと』に収録
- High school days - 「チーム研究生」名義
- ここにいたこと - 「AKB48+SKE48+SDN48+NMB48」名義

『1830m』に収録
- 直角Sunshine - 「チーム4」名義
- 青空よ 寂しくないか? - 「AKB48+SKE48+NMB48+HKT48」名義

『次の足跡』に収録
- ぽんこつブルース
- 共犯者 - 「Team K」名義

『ここがロドスだ、ここで跳べ!』に収録
- Conveyor - 「横山Team K」名義

『0と1の間』に収録
- 愛の使者 - 「Team K」名義

### その他の参加楽曲
シングル「初恋は実らない」 （おじゃる丸シスターズ名義、2011年5月11日）に収録
- 初恋は実らない（NHKアニメ『おじゃる丸』第14シリーズ（2011年）のエンディング・テーマ）
- かたつむり〜おじゃる丸シスターズ・バージョン〜（おぐまなみが歌った第13シリーズエンディング・テーマをカバーしたもの）

### 劇場公演ユニット曲
研究生「アイドルの夜明け」公演
- 愛しきナターシャ

研究生「恋愛禁止条例」公演
- ハート型ウイルス

研究生「シアターの女神」公演
- 嵐の夜には
- キャンディー

チームB 5th Stage「シアターの女神」
- ロマンスかくれんぼ（前座ガール）
- 嵐の夜には（宮崎美穂のアンダー）
- キャンディー（河西智美のアンダー）
- ロッカールームボーイ（北原里英のアンダー）

チームA 6th Stage「目撃者」
- ミニスカートの妖精（前座ガールズ）
- 炎上路線（高城亜樹のアンダー）

チームK 6th Stage「RESET」
- 檸檬の年頃（前座ガールズ）
- 制服レジスタンス（板野友美のアンダー）

※大島優子･小野恵令奈・菊地あやかの全員曲アンダー
チーム4 1st Stage「僕の太陽」
- 僕とジュリエットとジェットコースター

大島チームK ウェイティング公演
- 向日葵（ひまわり組 1st Stage「僕の太陽」公演、野呂佳代のポジション）
- Glory days （チームS 2nd Stage「手をつなぎながら」公演、松井珠理奈のポジション、大島優子・武藤十夢が休演の時にアンダー出演）
- エンドロール（チームK 5th Stage「逆上がり」公演、大島優子のポジション）

チームKウェイティング公演II「最終ベルが鳴る」
- リターンマッチ

チームK 7th Stage「RESET」
- 明日のためにキスを
- 奇跡は間に合わない（兒玉遥のユニットアンダー）

田中将大「僕がここにいる理由」公演
- 青春の木洩れ陽（ノースリーブス「君しか」収録曲、高橋みなみまたは小嶋陽菜のポジション）

チームK 8th Stage「最終ベルが鳴る」
- ごめんね ジュエル
- 22人姉妹の歌（峯岸みなみ・高城亜樹→鈴木まりやのユニットアンダー）
- リターンマッチ（茂木忍のユニットアンダー）

リバイバル公演「僕の太陽」
- 向日葵（鈴木まりや、西野未姫のスタンバイ）

チーム4 4th Stage「夢を死なせるわけにいかない」
- 記憶のジレンマ（伊豆田莉奈のアンダー）

## 出演

### テレビドラマ
- マジすか学園 最終話（2010年3月27日、テレビ東京） - 馬路須加女学園生徒 役
- マジすか学園2（2011年4月16日 - 7月2日、テレビ東京） - どっち 役
- 私立バカレア高校（2012年4月15日 - 7月1日、日本テレビ） - 宮田杏 役
- マジすか学園3（2012年7月14日 - 10月6日、テレビ東京） - ウルセーヨ 役
- So long ! 第2夜（2013年2月12日、日本テレビ）
- マジすか学園4 第10話（2015年3月31日、日本テレビ） - シマダ 役
- 豆腐プロレス（2017年1月22日 - 7月2日、テレビ朝日） - 島田晴香 / ユンボ島田 役[36]

### 映画
- ウルトラマンサーガ（2012年3月24日、松竹） - ヒナ 役[37]

### 舞台
- 絢爛とか爛漫とか（2016年4月9日 - 15日、品川プリンスホテル クラブeX） - 小林すえ 役[38][39][40]
- リーディングシアター「恋工場」（2016年9月22日、ベルサール渋谷ガーデン Cホール）[41][42]

### ラジオ
- AKB48 今夜は帰らない…（2011年5月2日 - 2013年9月23日、CBCラジオ） - 6代目パーソナリティー
- カケダセ!（2011年9月3日 - 2012年3月17日、NHKラジオ第1・NHKワールド・ラジオ日本）[注 3]

### CM
- Carl's Jr. WebCM（2016年5月11日 - 、カールスジュニアジャパン） - PR大使[43]

### ネット配信
- マジすか学園5 第9話（2015年、Hulu） - オカミ 役
- AKB48 Team8!! 2015夏 全国縦断! 島田★中村★中西のTeam88ラッチ!!～彼女たちの“ひと夏”を繋ぐロードムービー～（2015年11月9日 - 12月25日、LoGiRL）[44]
- スクープ8見! 88ラッTeam 8!!（2015年11月20日 - 12月25日、LoGiRL）

### イベント
- 島田晴香のマイク1本勝負!!〜うるさかったらゴメンナサイ〜（2012年5月9日、AKB48 CAFE&SHOP AKIHABARA シアターエリア）
- ニッケ全日本テニス選手権87th 始球式（2012年11月4日、有明コロシアム）
- 豆腐プロレス The REAL 2017 WIP CLIMAX in 後楽園ホール（2017年8月29日、後楽園ホール） - ユンボ島田 役[45]

## 書籍

### 単行本
- 選挙ってなんだろう!? 18歳からの政治学入門（高村正彦との共著、2015年11月20日、PHP研究所、ISBN 978-4-569-82785-8）[46]
- 島田晴香 PHOTO BOOK「そんな生き方」（撮影：鈴木ゴータ、2017年11月10日、竹書房、ISBN 978-4-8019-1270-0）[47]

### 雑誌連載
- スマッシュ（日本スポーツ企画出版社） - 「AKB48島田晴香のエースをねらえ!」→「AKB48 島田晴香&佐藤朱のエースをねらえ!」

### カレンダー
- 島田晴香 2012年カレンダー（2011年11月19日、ハゴロモ）
- 卓上 島田晴香 2013年カレンダー（2012年12月7日、ハゴロモ）
- 卓上 島田晴香 カレンダー2014年（2013年12月6日、ハゴロモ）